# Нитра
Ни́тра (словац. Nitra, венг. Nyitra, нем. Neutra) — город в Словакии, административный центр Нитранского края.
Расположен на западе страны, на реке Нитра у отрогов горного массива Трибеч, примерно в 90 км к северо-востоку от столицы Братиславы. Население (31 декабря 2020 года) — 76 028 человек, шестой по величине город страны.
Считается самым старым городом в Словакии — первая запись о нём появились в летописях в 828 году. В честь города назван астероид 9543-Нитра.

## История
Нитра милая, Нитра, ты высокая Нитра!

Где же то время, когда ты процветала?…

Ты была когда-то главою всех земель,

Где текут Дунай, Висла и Морава.

Ты была столицей Короля Святополка,

Когда там господствовала мощная рука его;

Ты была святой обителью Мефодия…
В конце V века на территорию Нитры приходят первые славяне. В VII веке территория была частью государства Само, потом тут возникло Нитранское княжество, включённое позднее Моймиром в состав Великой Моравии.
Именно Нитра считается колыбелью словацкого христианства, в 829—833 годах язычник Прибина позвал зальцбургского архиепископа освятить первую церковь. Здесь же останавливались Кирилл и Мефодий. После падения Великой Моравии Нитра вошла в состав Венгерского королевства, где стала центром жупы.
В 1248 году Нитра стала свободным королевским городом. Нитра принадлежала к числу самых богатых городов Венгрии. В XIX веке здесь жило уже более 10 тыс. жителей. В 1886 году Нитра получила новый городской статут. В 1904 году был принят герб города, по образцу которого создан сегодняшний символ Нитры. 
В составе новой Чехословакии Нитра опять стала центром жупы.  
Сейчас Нитра важный промышленный центр западной Словакии. В городе развиты химическая, пищевая, промышленность строительных материалов, текстильная и машиностроительная промышленность.

## Население
| Год:                | 1994   | 2004    | 2014    | 2024    |
| ------------------- | ------ | ------- | ------- | ------- |
| Количество человек: | 87 127 | 85 742  | 78 033  | 75 945  |
| Разница:            |        | −1,58 % | −8,99 % | −2,67 % |

## Физико-географическая характеристика

### Районы города
Чермань, Нижние Кршканы, Дражовце, Верхние Кршканы, Кинек, Млинарце, Паровски Гров, Старый город, Зобор

### Микрорайоны
Дьелы, Хренова, Клокочина, Паровце

### Гидрография
- Река Нитра
- Притоки: Добротка, Селенец, Радошинка
- Залив Малая Нитра

## Население
Этнический состав населения по состоянию на 2001 год:
- 95 % — словаки
- 1,7 % — венгры
- 0,7 % — чехи
- 0,55 % — цыгане
- 0,1 % — украинцы
- 1,2 % — другие

## Архитектура

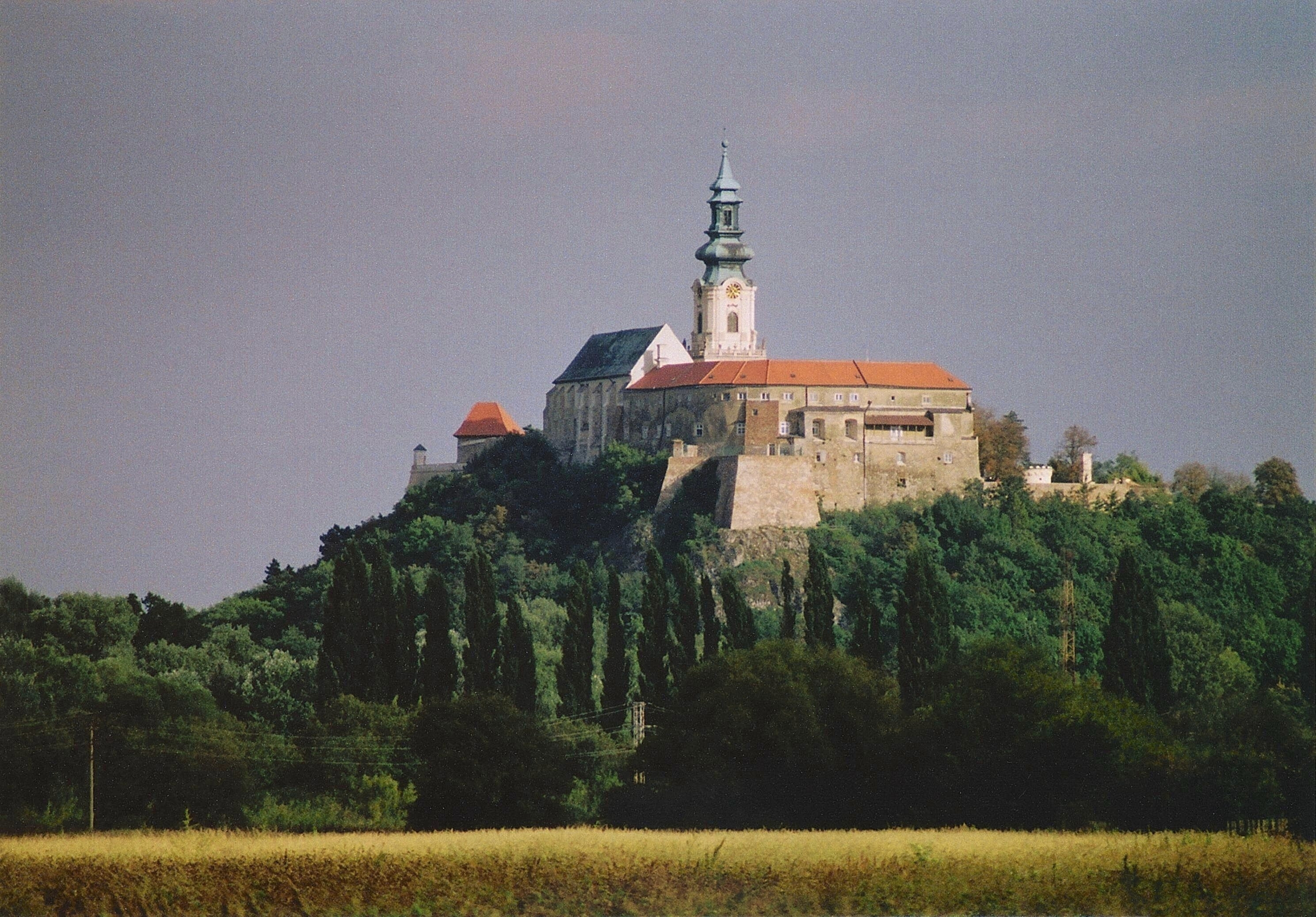
Базилика святого Эммерама в ареале и Нитранского замка

- Базилика святого Эммерама
- Нитранский замок
- Многочисленные дворцы и костёлы

## Города-побратимы
- Гвадалахара (Испания)
- Кельце (Польша)
- Бачки-Петровац (Сербия)
- Ческе-Будеёвице (Чехия)
- Госфорд (Австралия)
- Кромержиж (Чехия)
- Нэпервилл (США)
- Осиек (Хорватия)
- Спишска-Нова-Вес (Словакия)
- Зелёна-Гура (Польша)
- Зутермер (Нидерланды)

## Персоналии
- Гайдош, Петер (род. 1959) – политик, министр обороны Словакии (2016–2020).
- Прохазка, Оттокар (1858—1927) — епископ римско-католической церкви.
- Шварц, Штефан (1851—1924) — австрийский скульптор, медальер, профессор Академии художеств в Вене.